# 花 (瀧廉太郎)
「花」（はな）は、日本の明治時代に作成された楽曲。もともとは1900年（明治33年）11月1日付に共益商社出版から刊行された瀧廉太郎の歌曲集（組歌）『四季』の第1曲であった。
東京都墨田区では、本曲を「区民の愛唱歌」に指定している。隅田公園の台東区側には本曲の歌碑がある。
2006年（平成18年）に文化庁と日本PTA全国協議会が「日本の歌百選」に選定した。

## 概要
本来のタイトルは「花盛り」であったが、第3曲「月」、第4曲「雪」と合わせるために「花」にした（雪月花）という。「荒城の月」、「箱根八里」と並び、瀧廉太郎の歌曲の中でも広く親しまれている曲のひとつである。歌詞は武島羽衣によって作詞された。速いテンポの二部形式で書かれ、当時隅田川で盛んであった漕艇（ボートレース、レガッタ）の様子など、春の隅田川の情景が歌われている。
ピアノ伴奏付きの女声二部合唱、もしくは女声二重唱また、混声二部合唱、混声二重唱で歌われる。3番まで歌詞がある有節歌曲形式に基づくが、単純な繰返しではなくところどころで旋律を変えている。イ長調・4分の2拍子で書かれており速度記号はAllegro moderatoとなっている。

## 歌曲集『四季』
歌曲集『四季』の他の曲は、第2曲が「納涼」（作詞：東くめ、単声とピアノ用）、第3曲が「月」（作詞：瀧廉太郎自身による、無伴奏の四部合唱）、第4曲が「雪」（作詞：中村秋香、四部合唱、ピアノとオルガン用）と題されている。しかしもっぱら第1曲「花」のみが有名になり、他の3曲はほとんど知られておらず、歌われることも滅多にない。ただし後年に三善晃が編曲した「日本の四季」には4曲とも含まれている。
初版の序文で瀧廉太郎は、「（当時作られていた）日本の歌曲は、教育用の学校唱歌ばかりで質の高いものが少ないため、微力ながら日本語の歌詞に作曲した曲を世に出すことによって、日本歌曲の発展に寄与したい」という趣旨の発言を残している。

## 歌詞
2017年（平成29年）12月31日に著作権の保護期間を満了。
1番の歌詞は源氏物語「胡蝶」の巻で詠まれた和歌「春の日のうららにさして行く船は棹のしづくも花ぞちりける」によったものであり、3番は蘇軾の詩「春夜」の一節「春宵一刻値千金」（春の夜のすばらしさは、ひとときが千金にもあたいするほど貴重なものだ）からの着想である。

## 楽曲の使用
- 国技館5000人の第九コンサート - イベントのエンディング曲として毎年歌われている。公演会場となっている両国国技館の近くを隅田川が流れていることによる。
- ライオンスペシャル '85春・ファッション!歌う国技館 - かつてフジテレビで放送された番組。上記同様、国技館が公演会場であったためにオープニングテーマとして使用された。
- みんなのうた - NHKの番組。1962年4月に本曲を放送。編曲は宮川泰、歌はザ・ピーナッツ。映像は木馬座制作の影絵。2008年には同音異曲（2曲目、暮部拓哉の楽曲）が放送されている。
- 上野駅 - 台東区にある鉄道駅。1982年から1991年まで、東北新幹線および上越新幹線の列車において、同駅発着時の車内チャイム（ふるさとチャイム）として使用されていた。
- 伊賀神戸駅 - 三重県伊賀市にある鉄道駅。かつて近鉄大阪線の特急列車において、同駅到着時の車内チャイムとして使用されていた。
- 浅草駅 - 台東区にある鉄道駅。2012年10月から、東京メトロ銀座線ホームの発車メロディ（発車サイン音）として使用されている。編曲は塩塚博。
- 豊後竹田駅 - 2024年（令和6年）3月の駅リニューアルに合わせて発車メロディに使用（到着時に使用されてきた瀧廉太郎の「荒城の月」は継続）[7]。
- 二代目林家木久蔵 - 落語家。出囃子として使用している。
- めぞん一刻 - テレビアニメ。第17話の響子が高校時代を回想するシーンの時に、合唱が聞こえる。